# Bolandoz
Bolandoz is een gemeente in het Franse departement Doubs in de regio Bourgogne-Franche-Comté en telt 299 inwoners (1999). De plaats maakt deel uit van het arrondissement Besançon.

## Geografie
De oppervlakte van Bolandoz bedraagt 12,2 km², de bevolkingsdichtheid is 24,5 inwoners per km².

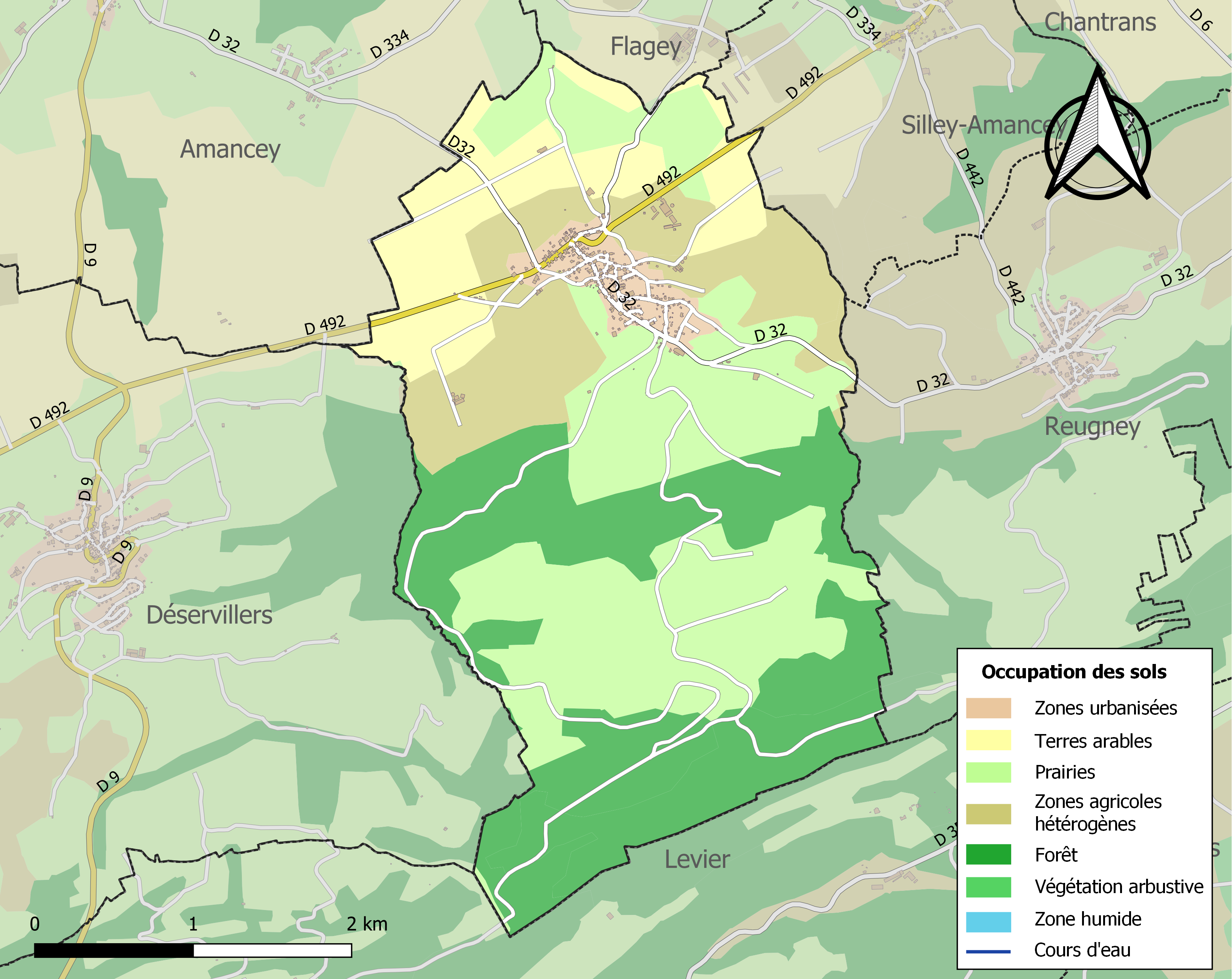
Kaart van de gemeente met de belangrijkste infrastructuur, bodemgebruik en omliggende gemeenten

## Demografie
Onderstaande figuur toont het verloop van het inwonertal (bron: INSEE-tellingen).